# Lucia Pietrelli
Lucia Pietrelli (Candelara, 8 aprile 1984) è una scrittrice, poetessa e traduttrice italiana.
Ha pubblicato romanzi, libri di poesia, opere teatrali e ha tradotto dall’italiano allo spagnolo e al catalano. Nel corso della sua carriera ha vinto vari premi letterari di narrativa e poesia.

## Biografia
Dopo aver conseguito il diploma di Liceo Classico, si iscrive all’Università di Pisa laureandosi in “Letterature europee per l’editoria e la produzione letteraria” con specializzazione in lingua russa e spagnola. Durante il periodo universitario, Lucia Pietrelli, si trasferisce a Madrid per fare un tirocinio presso la casa editrice “Caus Editorial” dove si occupa principalmente di traduzione dallo spagnolo all’italiano. Nel corso del suo soggiorno a Madrid, d’estate, la scrittrice lavora a San Miniato per un'organizzazione che allestisce dei ritrovi teatrali chiamati “Prima del teatro”; durante questi eventi Pietrelli conosce molti studenti del Institut del Teatre di Barcellona e inizia ad approcciarsi, per la prima volta, alla lingua catalana. Concluso il tirocinio, Pietrelli si trasferisce a Barcellona dove si avvicina alla letteratura catalana leggendo opere dello scrittore maiorchino, Blai Bonet. Attualmente Lucia Pietrelli vive a Maiorca da circa otto anni.
Lucia Pietrelli inizia ad appassionarsi alla poesia in età adolescenziale; alcune delle sue prime opere vengono pubblicate in diverse riviste italiane.
Nel 2010 pubblica Furia, un libro di poesie bilingue italiano-catalano e autotradotto che rappresenta un importante cambiamento rispetto alle precedenti pubblicazioni; un cambiamento così grande che le opere che seguono questo nuovo inizio saranno considerate dall’autrice stessa come “postume”. L’anno successivo (2011) pubblica, Verticale, una raccolta di poesie bilingue italiano-spagnolo e autotradotto. Le successive pubblicazioni saranno scritte direttamente in catalano e senza autotradursi.
Lucia Pietrelli è un’autrice estremamente poliedrica; nel corso della sua carriera scrive anche opere teatrali come Irene i la terra adormida (2018) e diversi romanzi tra cui Lítica (2019) con cui vince il premio “Lletra d’Or” nel 2020.
Nel 2021 pubblica La terra i altres llocs che sancisce la fine di una tappa e l’inizio di una nuova fase.

### Traduzioni e poetica
Lucia Pietrelli, anche se preferisce definirsi scrittrice e poetessa, si distingue per la sua abilità di traduttrice trilingue, spaziando infatti dall’italiano, allo spagnolo, al catalano. All’inizio i primi testi che traduce sono i suoi, opera infatti una sorta di autotraduzione dall’italiano al catalano, ovvero dalla lingua madre alla lingua, che ha scelto di parlare.
Verso la traduzione e in particolar modo verso l’autotraduzione, nutre un sentimento di amore e odio. Afferma che non le piace molto autotradursi, sia perché avverte una perdita di istintività e di naturalezza, propria invece della scrittura diretta di poesia e narrativa, sia perché la considera come una sorta di arma a doppio taglio. Infatti, se da un lato, essendo lei stessa l’autrice conosce meglio di chiunque altro i dettagli e i significati della sua opera, dall’altro è necessario riuscire a mantenersi il più possibile fedeli al testo di partenza e non cedere alla tentazione di riscrivere quello che si sta traducendo. Capita che il lavoro di autotraduzione nasca da una collaborazione con un secondo traduttore, come accadde per la traduzione di Furia a cui collaborò Jaume C. Pons Alorda.
Anche per quanto riguarda la traduzione di opere di altri autori, che generalmente preferisce, spesso il lavoro finale è frutto di una collaborazione a quattro mani. L’esperienza di confrontarsi nella traduzione viene considerata dall’autrice un’esperienza arricchente; inoltre spesso quando si sta traducendo subentra il gusto personale del traduttore e questo fa sorgere delle discussioni e confronti.
Una curiosità, riguardo alla sua esperienza di traduttrice, è che le capita a volte di rileggere il lavoro svolto e di rendersi conto che mancano senza volere alcune frasi; questa cosa le fa molta rabbia, perché le sembrava un’omissione da parte sua, nonostante il testo scorresse ugualmente bene.
Sicuramente la traduzione rimane per l’autrice una grande sfida: quella di riversare gli stessi contenuti di un’opera nata in una determinata lingua in un’altra.
Se durante l’adolescenza lei stessa era il suo unico lettore, quando inizia ad essere pubblicata e i lettori diventano un gruppo assai più vasto vi è un cambiamento molto grande nella produzione della scrittrice, che non solo si trova sotto i riflettori, ma lo è al di fuori del suo paese natio.
È per questo che definisce “postume” le opere che seguono questo cambiamento. Alimentato anche dal fatto che se prima era l’italiano il suo canale di comunicazione, con Furia inizia a esprimersi direttamente in catalano.
La sua poesia può essere considerata rapida, ritmica, diretta ed intima. In qualità di scrittrice ricopre vari generi letterari, soprattutto la narrativa.

### Esperienza linguistica
In seguito alla pubblicazione di Furia (2010), opera che per la scrittrice rappresenta un cambiamento così importante che le opere successive a questo inizio verranno considerate “postume”, Lucia Pietrelli voltò pagina, cambiò la sua prospettiva e cominciò a “vestirsi” di tre lingue: italiano, spagnolo e catalano. La prima è la lingua di partenza, il canale con il quale comunica con la sua famiglia residente in Italia. La seconda, lingua oggetto dei suoi studi, si può considerare come la lingua che ha aperto la strada verso la terza lingua, quella che Lucia Pietrelli ha deciso di adottare. Indossa il catalano per sua propria scelta e lo sente così tanto suo che si occupa di traduzioni dall’italiano verso il catalano, piuttosto che dalla lingua straniera alla materna com’è solito il processo di traduzione. Lucia Pietrelli dichiara però di aver perso molto lo spagnolo a livello di parlato, dunque per lei ora rappresenta una lingua di lettura. Afferma inoltre di essersi un po’ persa per quanto riguarda l’italiano perché l’ha vissuto prettamente in età giovanile.
«Il linguaggio mi sfida ogni volta che scrivo. Io ho deciso di fare la stessa cosa: lo metto alla prova lanciandogli addosso tre lingue diverse.
Finora non sono stati riscontrati cadaveri, anche se sono apparsi molti feriti gravi.»

- Lucia Pietrelli, Vertical - Vertical: Raffaeli Editore (2011)

## Opere
Poesia
- 2010: Furia (Fúria). Palma: Documenta Balear. La Cantàrida
- 2011: Verticale (Vertical). Rimini: Raffaelli Editore
- 2011: Violacions. Palma: Moll
- 2013: Esquelet. Lleida: Pagès Editors
- 2013: Mort d'un aviador tartamut. Calonge: AdiA Edicions
- 2015: Ortigues. Calonge: AdiA Edicions
- 2016: V. Barcelona - Vic: Cafè Central / Eumo Editorial
- 2021: La terra i altres llocs. Calonge: AdiA Edicions

Narrativa
- 2013: Nissaga. Palma: Moll
- 2014: Qui ens defensarà. Palma: Lleonard Muntaner
- 2015: Cadenes. Edicions 62
- 2019: Lítica. Males Herbes

## Premi e riconoscimenti
- 2011: Premio “Bernat Vidal i Tomàs” di poesia con Violacions
- 2012: Premio “Benet Ribas” di poesia con Esquelet
- 2013: Premio di narrativa “Vila de Lloseta” con Nissaga
- 2014: Premio “Pare Colom” di narrativa con Qui ens defensarà
- 2015: Premio “Joanot Martorell” di narrativa con Cadenes
- 2020: Premio “Lletra d'Or” con Lítica